# Montegrosso d’Asti
Montegrosso d’Asti ist eine Gemeinde in der italienischen Provinz Asti (AT), Region Piemont.

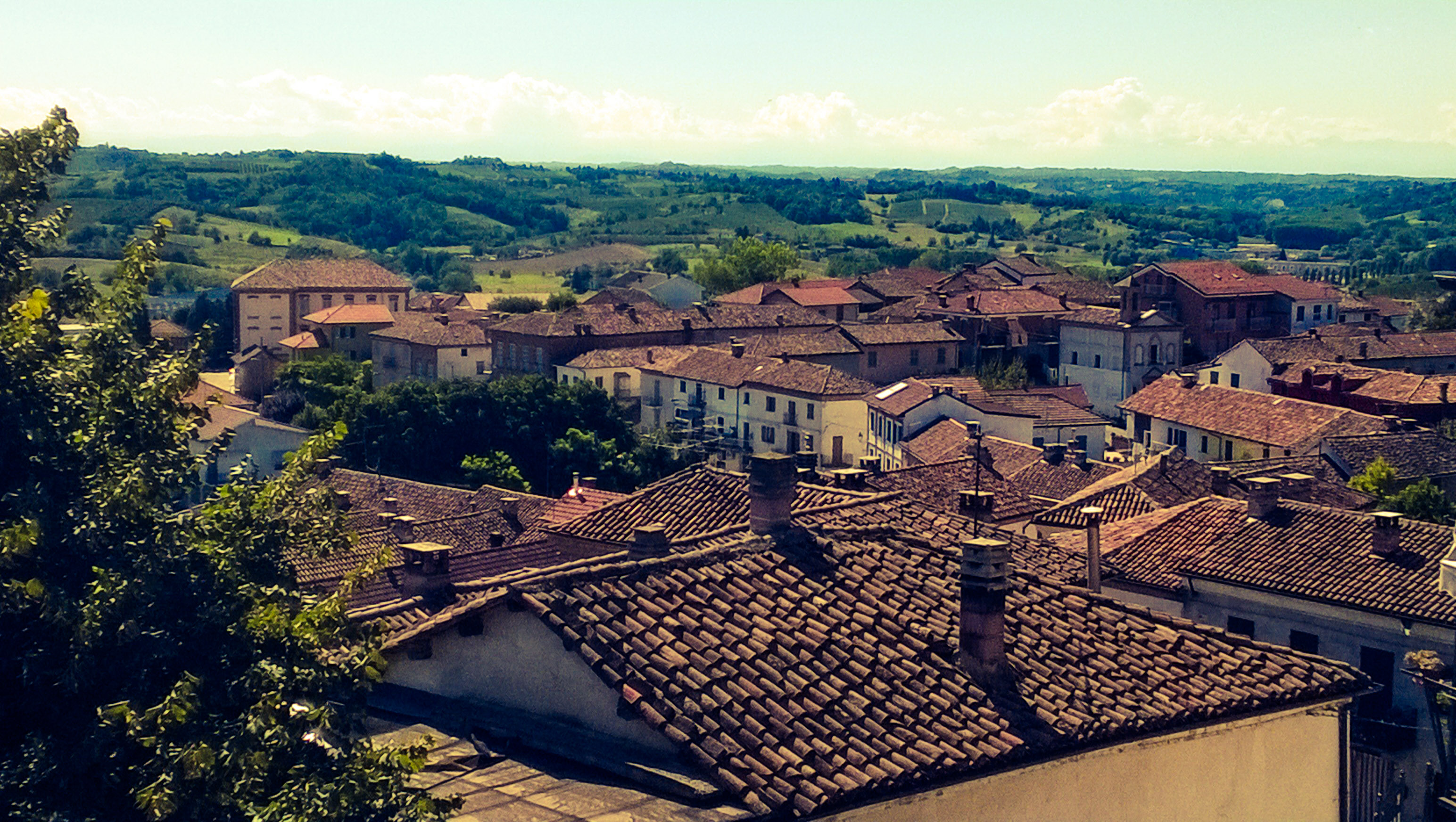
Blick über die Dächer von Montegrosso d'Asti

## Lage und Einwohner
Montegrosso d’Asti liegt 13 Straßenkilometer südlich von der Provinzhauptstadtr Asti entfernt. Das Gemeindegebiet umfasst eine Fläche von 15 km² und hat 2332 Einwohner (Stand 31. Dezember 2023). Die Nachbargemeinden sind Agliano Terme, Castelnuovo Calcea, Costigliole d’Asti, Isola d’Asti, Mombercelli, Montaldo Scarampi, Rocca d’Arazzo und Vigliano d’Asti.

## Kulinarische Spezialitäten
In Montegrosso d’Asti werden Reben der Sorte Barbera für den Barbera d’Asti, einen Rotwein mit DOCG Status, sowie den Barbera del Monferrato angebaut.